# Calle Đồng Khởi
La calle Đồng Khởi (en vietnamita: Đường Đồng Khởi), conocida antiguamente como Rue Catinat y calle Tự Do, es una calle situada en el Distrito 1 de la Ciudad Ho Chi Minh (Vietnam).

## Descripción
La calle Đồng Khởi tiene 960 metros de longitud, empieza en la calle Nguyễn Du, al sur de la plaza de la Comuna de París y frente a la catedral de Notre-Dame, atraviesa la plaza Lam Sơn y el parque Chi Lăng, y termina en la intersección con el bulevar Tôn Đức Thắng, junto a la orilla del Río Saigón. La calle Đồng Khởi se caracteriza por sus grandes edificios lujosos y sus imponentes inmuebles coloniales, así como por sus edificios modernos de oficinas, tiendas de lujo, centros comerciales y hoteles.

## Historia

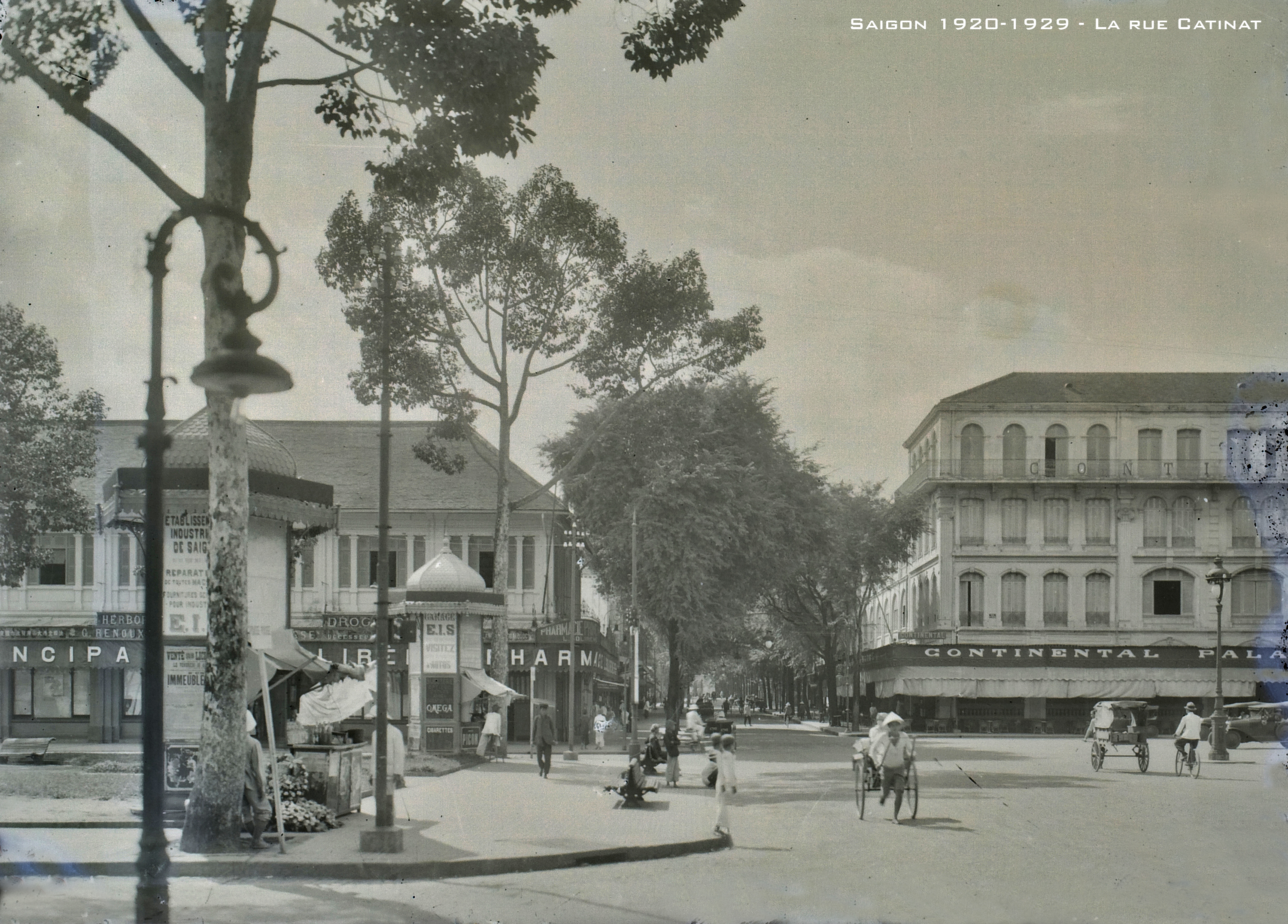
La Rue Catinat en la década de 1920.

Tras la conquista de la Indochina francesa, el almirante y gobernador Pierre-Paul de La Grandière le otorgó el nombre de Rue Catinat el 1 de febrero de 1865 en honor de la corbeta Catinat, que había participado en las intervenciones de 1856 en Tourane y de 1859 en Saigón. A su vez, el barco rendía homenaje a Nicolas Catinat, mariscal de Francia de los siglos xvii y xviii.
En 1880, Pierre Cazeau construyó en esta calle el Hotel Continental. Fernando de Orleans compró este hotel a principios del siglo xx y se lo revendió posteriormente a Mathieu Franchini, que fue su propietario hasta 1930. En la década de 1920, la Rue Catinat se convirtió en la «Canebière» de Saigón. El escritor André Malraux y su esposa Clara se alojaron allí entre 1924 y 1925.
La Ópera de Saigón fue construida en 1900 e inaugurada en presencia del príncipe Valdemar de Dinamarca. Su fachada está inspirada en el Petit Palais de París. El Hotel Majestic fue construido en la calle en 1925. Durante la Segunda Guerra Mundial, el Ejército Imperial Japonés utilizó este edificio como cuartel. Durante la Guerra de Vietnam, el Majestic era frecuentado por corresponsales de guerra de todo el mundo.
Tras la marcha de los franceses, durante la guerra entre Vietnam del Sur y Vietnam del Norte, entre 1954 y 1975, la calle se llamaba Tự Do. En 1975, fue renombrada calle Đồng Khởi.

## Edificios
La calle Đồng Khởi contiene numerosos edificios famosos que datan desde la época colonial hasta la actualidad, entre ellos:
- El Hotel Continental, antiguo lugar de reunión de los periodistas extranjeros. Restaurado algo antes que los otros hoteles de la calle, tiene un aire más vietnamita y es más barato. El bar al aire libre ha desaparecido, pero el bar del vestíbulo está amueblado con ratán.
- El Hotel Majestic, situado donde la calle alcanza el río Saigón. Construido en 1925, con un patio central y un bar en la azotea.
- El Hotel Caravelle
- El Seaprodex Building, que antiguamente albergaba el Café de la Rotonde
- El Grand Hotel, en la siguiente esquina después del Majestic. Exhibe una restauración muy francesa, con estuco color crema, mármol blanco y caoba oscura. El edificio original, en el que residen Fowler y Phuong en El americano tranquilo, puede verse en las fotografías de la biografía de Norman Sherry de su autor, Graham Greene.
- El Palais Café, un bar, también renovado[5]
- El Departamento de Cultura y Deporte de Ciudad Ho Chi Minh
- El Bông Sen Saigon Hotel
- La plaza Lam Sơn
- La Ópera de Saigón y la catedral de Notre-Dame
- Opera View of Artex Saigon
- El Sheraton Saigon Grand Opera Hotel
- Saigon Times Square, un rascacielos que contiene el hotel de lujo The Reverie Saigon
- Saigontourist Plaza
- Vincom Center Đồng Khởi / Parque Chi Lăng
- Saigon Union Square / Mandarin Oriental, Saigon, antiguamente la ubicación del Passage Eden
- La Metropolitan Tower